# Taraxacum falcatum
Taraxacum falcatum là một loài thực vật có hoa trong họ Cúc. Loài này được Brenner miêu tả khoa học đầu tiên năm 1908.